# Gustaaf Schlegel
Gustaaf Schlegel, född 30 september 1840 i Oegstgeest, död 15 oktober 1903 i Leiden, var en nederländsk sinolog. Han var son till zoologen Hermann Schlegel.
Gustaaf Schlegel, som var blind, började redan vid nio års ålder studera kinesiska för den framstående kännaren av Östasiens språk,
Johann Joseph Hoffmann i Leiden, och erhöll 1854 ett stipendium med villkor att i framtiden träda i regeringens tjänst.
Schlegel vistades i Kina från 1857 till 1862, och på Java från 1862 till 1872 där han tjänstgjorde som kinesisk tolk i Batavia. Sedan 1867 var han medlem av examenskommissionen där och förvärvade 1869 filosofie doktorsgraden vid universitetet i Jena med avhandlingen Chinesische Bräuche und Spiele in Europa. Av hälsoskäl måste han 1872 återvända till Europa, blev 1875 titulärprofessor och utnämndes 1877 till professor och innehavare av en för hans räkning inrättad lärostol i kinesiska vid universitetet i Leiden.
Bland hans många arbeten i sinologi märks framför allt Uranographie chinoise (1875) och den monumentala holländsk-kinesisk ordbok en Nederlandsch-chineesch woordenboek (4 delar, 1884–91). Han grundlade och redigerade tillsammans med Henri Cordier den för sinologin centrala tidskriften T'oung Pao (1890–).